# Diospyros ridsdalei
Diospyros ridsdalei là một loài thực vật có hoa trong họ Thị. Loài này được Kosterm. mô tả khoa học đầu tiên năm 1977.